# دهستان طور
دهستان طور یکی از دهستان‌های شهرستان سیمرغ در استان مازندران ایران است که در بخش تالارپی قرار دارد.

## جمعیت
براساس سرشماری مرکز آمار ایران در سال ۱۳۹۵، جمعیت دهستان طور ۲۶۵۸ نفر (در ۹۵۰ خانوار) بوده‌است.